# Caseara
Caseara es un municipio brasileño del estado del Tocantins. Se localiza a una latitud 09º16'42" sur y a una longitud 49º57'20" oeste, estando a una altitud de 174 metros. Su población estimada en 2004 era de 4054 habitantes.
Posee un área de 1698,7 km², el que corresponde a una densidad de 2 hab/km².